# 龙门港镇
龙门港镇，是中华人民共和国广西壮族自治区钦州市钦南区下辖的一个乡镇级行政单位。

## 行政区划
龙门港镇下辖以下地区：
东村、南村、西村和北村。